# Morti nel 1986/Gennaio
| Questa pagina contiene informazioni ricavate automaticamente dalle voci biografiche con l'ausilio del template Bio e di un bot. L'aggiornamento è periodico e automatico e ricostruisce completamente la pagina. Se manca una persona in questa lista, sei pregato di non aggiungerla, ma accertati piuttosto che la sua voce biografica contenga il template Bio e che i dati anagrafici siano correttamente compilati. Se il template Bio manca, inseriscilo tu stesso o, in alternativa, metti l'avviso {{tmp\|Bio}} che ne segnala la mancanza. Se i dati riportati sono sbagliati, correggi direttamente la voce biografica; le modifiche saranno visibili in questa lista entro pochi giorni. Per chiarimenti vedi il progetto biografie. La lista contiene solo le 111 persone che sono citate nell'enciclopedia e per le quali è stato implementato correttamente il template Bio. Pagina aggiornata al 3 mar 2024. |

- 1º gennaio - Marty Friedman, cestista e allenatore di pallacanestro statunitense (n. 1889)
- 2 gennaio - John Hargis, cestista statunitense (n. 1920)
- 2 gennaio - Herb Magidson, paroliere statunitense (n. 1906)
- 2 gennaio - Una Merkel, attrice statunitense (n. 1903)
- 2 gennaio - Antonio Roasio, partigiano e politico italiano (n. 1902)
- 2 gennaio - Vladimir Ladislas Tarasevitch, vescovo cattolico bielorusso (n. 1921)
- 3 gennaio - Antonio Asturi, pittore italiano (n. 1904)
- 3 gennaio - Antonio Peternel, calciatore e allenatore di calcio italiano (n. 1910)
- 3 gennaio - Pietro Zardini, attore italiano (n. 1907)
- 4 gennaio - Giuseppe Addobbati, attore italiano (n. 1909)
- 4 gennaio - Christopher Isherwood, scrittore inglese (n. 1904)
- 4 gennaio - Philip Lynott, bassista, cantante e chitarrista irlandese (n. 1949)
- 4 gennaio - Boris Ėduardovič Nirenburg, regista sovietico (n. 1911)
- 5 gennaio - Wei Wu Wei, regista, direttore teatrale e filosofo inglese (n. 1895)
- 5 gennaio - Ilmari Salminen, mezzofondista finlandese (n. 1902)
- 5 gennaio - Radovan Zogović, poeta e politico montenegrino (n. 1907)
- 6 gennaio - Marco Antonio Araujo, musicista brasiliano (n. 1949)
- 6 gennaio - Erminio Asin, calciatore italiano (n. 1914)
- 6 gennaio - Carlo Canella, militare e aviatore italiano (n. 1913)
- 7 gennaio - Giovanni Civili, calciatore italiano (n. 1919)
- 7 gennaio - Július Nemčík, pittore slovacco (n. 1909)
- 7 gennaio - Juan Rulfo, scrittore, sceneggiatore e fotografo messicano (n. 1917)
- 7 gennaio - Rodolfo Sabbatini, giornalista italiano (n. 1927)
- 8 gennaio - Pierre Fournier, violoncellista francese (n. 1906)
- 8 gennaio - Károly Mikes, calciatore ungherese (n. 1913)
- 9 gennaio - Alfonso Artioli, illustratore, pittore e umorista italiano (n. 1913)
- 9 gennaio - Michel de Certeau, gesuita, antropologo e linguista francese (n. 1925)
- 9 gennaio - Lucia Chase, ballerina, attrice e direttrice artistica statunitense (n. 1897)
- 9 gennaio - Marcello Morace, giornalista italiano (n. 1935)
- 10 gennaio - Ernst Lehner, calciatore tedesco (n. 1912)
- 10 gennaio - Jaroslav Seifert, poeta e giornalista ceco (n. 1901)
- 10 gennaio - Carlo Varetto, tiratore a segno italiano (n. 1905)
- 11 gennaio - Il'ja Aleksandrovič Averbach, regista sovietico (n. 1934)
- 11 gennaio - Kazuo Kamimura, fumettista, illustratore e saggista giapponese (n. 1940)
- 11 gennaio - Walter Philip Kellenberg, vescovo cattolico statunitense (n. 1901)
- 11 gennaio - Henri-Charles Puech, storico delle religioni francese (n. 1902)
- 12 gennaio - Marcel Arland, scrittore, saggista e critico letterario francese (n. 1899)
- 12 gennaio - Ludwig Biermann, astronomo tedesco (n. 1907)
- 12 gennaio - Ladislao Brazionis, calciatore uruguaiano (n. 1929)
- 12 gennaio - Juan Carlos Corazzo, calciatore e allenatore di calcio uruguaiano (n. 1907)
- 12 gennaio - Assia Dagher, attrice e produttrice cinematografica egiziana (n. 1908)
- 12 gennaio - Bob Kaufman, poeta statunitense (n. 1925)
- 12 gennaio - Lars Leksell, medico svedese (n. 1907)
- 12 gennaio - Isidoro Piubellini, ciclista su strada italiano (n. 1909)
- 12 gennaio - Herbert Prince, calciatore inglese (n. 1892)
- 12 gennaio - Eduardo Risso, canottiere uruguaiano (n. 1925)
- 13 gennaio - Georges Christiaens, ciclista su strada belga (n. 1930)
- 13 gennaio - Abd al-Fattah Isma'il, politico yemenita (n. 1939)
- 13 gennaio - Risei Kanō, judoka e dirigente sportivo giapponese (n. 1900)
- 13 gennaio - Mario Villini, allenatore di calcio e calciatore italiano (n. 1903)
- 14 gennaio - Daniel Balavoine, cantautore francese (n. 1952)
- 14 gennaio - Donna Reed, attrice statunitense (n. 1921)
- 14 gennaio - Thierry Sabine, pilota automobilistico francese (n. 1949)
- 14 gennaio - Valerian Zorin, diplomatico sovietico (n. 1902)
- 15 gennaio - Knut Brynildsen, calciatore norvegese (n. 1917)
- 16 gennaio - Gioacchino Colizzi, disegnatore italiano (n. 1894)
- 16 gennaio - Giancarlo Dughetti, pittore italiano (n. 1931)
- 18 gennaio - Frida Clara, sciatrice alpina italiana (n. 1909)
- 18 gennaio - Araldo di Crollalanza, giornalista e politico italiano (n. 1892)
- 18 gennaio - Eugen Ray, velocista tedesco orientale (n. 1957)
- 18 gennaio - Edmundo Rivero, musicista, compositore e chitarrista argentino (n. 1911)
- 19 gennaio - Ernesto Sestan, storico italiano (n. 1898)
- 20 gennaio - Obrad Belošević, arbitro di pallacanestro jugoslavo (n. 1928)
- 20 gennaio - Cesarina Gheraldi, attrice italiana (n. 1915)
- 20 gennaio - Franz Kemser, bobbista tedesco (n. 1910)
- 20 gennaio - Tove Tellback, attrice norvegese (n. 1899)
- 21 gennaio - Gordon Holmes MacMillan, generale scozzese (n. 1897)
- 21 gennaio - Margherita d'Asburgo-Lorena, principessa (n. 1894)
- 21 gennaio - Vittorio Duina, imprenditore e dirigente sportivo italiano (n. 1916)
- 21 gennaio - Tatsumi Hijikata, coreografo giapponese (n. 1928)
- 21 gennaio - Margery Wilson, attrice e regista statunitense (n. 1896)
- 23 gennaio - Joseph Beuys, pittore, scultore e performance artist tedesco (n. 1921)
- 23 gennaio - Ettore Borgetti, calciatore italiano (n. 1897)
- 23 gennaio - Georges Las Vergnas, scrittore francese (n. 1911)
- 23 gennaio - Willard Van Dyke, fotografo statunitense (n. 1906)
- 24 gennaio - Ottorino Aloisio, architetto italiano (n. 1902)
- 24 gennaio - Victor Crutchley, ammiraglio inglese (n. 1893)
- 24 gennaio - L. Ron Hubbard, scrittore statunitense (n. 1911)
- 24 gennaio - Carlos Lutringer, cestista argentino (n. 1938)
- 24 gennaio - Gordon MacRae, attore e cantante statunitense (n. 1921)
- 24 gennaio - Giampaolo Marinoni, pilota motociclistico e poliziotto italiano (n. 1955)
- 24 gennaio - George Paterson, calciatore e allenatore di calcio scozzese (n. 1914)
- 24 gennaio - Emeric Imre Szasz, nuotatore e allenatore di pallanuoto ungherese (n. 1896)
- 24 gennaio - Leopold Szondi, psichiatra ungherese (n. 1893)
- 25 gennaio - Edda Ferronao, attrice italiana (n. 1934)
- 25 gennaio - Albert Grossman, imprenditore e manager statunitense (n. 1926)
- 25 gennaio - Alfred Huber, calciatore tedesco (n. 1910)
- 26 gennaio - Bernard Lorjou, pittore e scultore francese (n. 1908)
- 26 gennaio - Julien Médécin, architetto monegasco (n. 1894)
- 27 gennaio - Nikhil Banerjee, compositore e musicista indiano (n. 1931)
- 27 gennaio - Alighiero Ceri, filantropo, politico e giornalista italiano (n. 1890)
- 27 gennaio - Karl Köther, pistard tedesco (n. 1905)
- 27 gennaio - Lilli Palmer, attrice e scrittrice tedesca (n. 1914)
- 27 gennaio - Michal Vičan, allenatore di calcio e calciatore slovacco (n. 1925)
- 28 gennaio - Gregory Jarvis, astronauta statunitense (n. 1944)
- 28 gennaio - Christa McAuliffe, insegnante statunitense (n. 1948)
- 28 gennaio - Ronald McNair, astronauta statunitense (n. 1950)
- 28 gennaio - Ellison Onizuka, astronauta statunitense (n. 1946)
- 28 gennaio - Judith Resnik, astronauta statunitense (n. 1949)
- 28 gennaio - Dick Scobee, astronauta statunitense (n. 1939)
- 28 gennaio - Michael John Smith, astronauta statunitense (n. 1945)
- 29 gennaio - Leif Erickson, attore statunitense (n. 1911)
- 29 gennaio - Edmond Leveugle, calciatore francese (n. 1904)
- 29 gennaio - Ulrich Tuchel, ingegnere e imprenditore tedesco (n. 1904)
- 30 gennaio - Alvaro Nuvoloni, pugile e cantante italiano (n. 1924)
- 30 gennaio - Giuseppe Palomba, economista italiano (n. 1908)
- 30 gennaio - Ivan Dmitrievič Papanin, ammiraglio e esploratore russo (n. 1894)
- 30 gennaio - Gusztáv Sebes, allenatore di calcio, calciatore e dirigente sportivo ungherese (n. 1906)
- 31 gennaio - Enea Franza, avvocato e politico italiano (n. 1907)
- 31 gennaio - Silvio Tozzi, lottatore italiano (n. 1908)
- 31 gennaio - Moderato Wisintainer, calciatore brasiliano (n. 1902)